# Psitaciformes
Els psitaciformes (Psittaciformes) són un ordre d'ocells zigodàctils (és a dir, tenen quatre dits a les potes, dos dels quals són orientats cap endavant i els altres dos cap endarrere) que comprèn 353 espècies repartides en dues famílies. Sovint se'ls denomina genèricament lloros, malgrat que les diferents espècies poden tenir altres noms comuns com ara periquitos, guacamais, agapornis o cacatues. Altres vegades s'utilitza la paraula lloro d'una manera més restringida, amb el sentit de membre de la família Psittacidae. També es pot fer referència amb aquesta paraula a les espècies que presenten determinat aspecte extern, caracteritzat per una cua no excessivament llarga. L'espècie més grossa coneguda fou Heracles inexpectatus, del Miocè inferior de Nova Zelanda.

## Característiques

### Morfologia
Les espècies vives varien en grandària des del lloro menut de cara taronja, de menys de 10 g. de pes i 8 cm de llargada, fins al guacamai jacint, d'1 m de llargada, i el kakapo, amb un pes de 4,0 kg. Entre les superfamílies, les tres espècies de Strigopoidea existents són totes grans lloros, i les cacatues també solen ser ocells grans. Els lloros Psittacoidea varien en tot l'espectre de mides que mostra la família.
La característica física més òbvia és el bec fort, corbat i ample. La mandíbula superior és prominent, es corba cap avall i arriba a un punt. No està fusionat amb el crani, la qual cosa li permet moure's de manera independent i contribueix a la tremenda pressió de mossegada que són capaços d'exercir els ocells. Un guacamayo gran, per exemple, té una força de mossegada de 35 kg/cm2, propera a la d'un gos gran. La mandíbula inferior és més curta, amb un tall afilat cap amunt, que es mou contra la part plana de la mandíbula superior. Els receptors tàctils es troben al llarg de les vores interiors de la ceratina del bec, que els permeten manipulacions molt destres. Els lloros que mengen llavors tenen una llengua forta (que conté receptors tàctils similars als de l'òrgan de la punta del bec), que ajuda a manipular les llavors o a col·locar els fruits secs al bec perquè les mandíbules puguin aplicar una força de trencament adequada. El cap és gran, amb els ulls col·locats en alt i lateralment al crani, de manera que el camp visual dels lloros és diferent de qualsevol altre ocell. Sense girar el cap, un lloro pot veure des de sota la punta del bec, tot per sobre del cap i bastant lluny darrere del cap. Els lloros també tenen un camp binocular frontal bastant ampli per a un ocell, encara que no és tan gran com els camps visuals binoculars dels primats. A diferència dels humans, la visió dels lloros també és sensible a la llum ultraviolada.
Els psitaciformes tenen peus zigodàctils, forts i amb llargues urpes, que utilitzen per enfilar-se i penjar-se. La majoria de les espècies poden utilitzar-les a més per manipular altres objectes amb un alt grau de destresa, de forma similar a com els humans fem servir les mans. Un estudi va demostrar que els lloros australians mostren lateralitat, preferència a fer servir una pota a l'altra, per la qual cosa els adults eren majoritàriament destres o esquerrans, depenent de l'espècie.
Les cacatues tenen un plomall erèctils a la part superior del seu cap que poden desplegar o retreure. Els lloros no tenen aquest tipus de crestes, encara que els llorets dels gèneres Vini i Phigys poden posar de punta les plomes del seu pili i clatell, i el lloro cacic pot alçar el ventall de plomes que té al clatell i part posterior del coll. El color predominant del plomatge dels lloros és verd, encara que la majoria de les espècies tenen una mica de vermell, blau, groc i altres colors en diverses quantitats. Les cacatues són la principal excepció del grup, ja que al llarg de la seva evolució han perdut el verd i el blau dels seus plomatges, i són predominantment blanques o negres, encara que també presenten una mica de rosa, vermell o groc. La coloració de les plomes dels lloros es deu tant als pigments, com a estructures especials que dispersen la llum originant l'aparició de colors com el blau. En canvi, la coloració de les cacatues es deu només als pigments. Els grans dimorfismes sexuals en el plomatge no són típics dels psitaciformes, encara que hi ha notables excepcions, sent el més extrem el del lloro eclecte.
Els orificis nasals s’obren a la cera de la base del bec, el coll és curt, les clavícules són poc desenvolupades o manquen i els tarsos són curts i forts.

### Anatomia

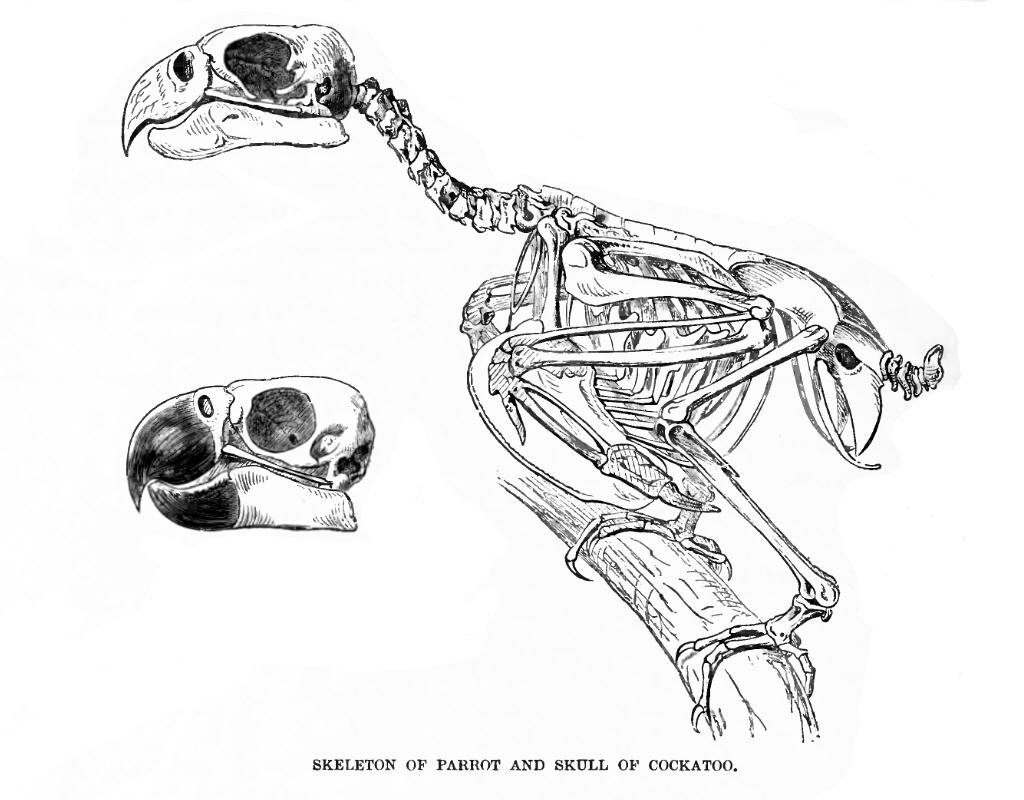
Esquelet d’un Psittacidae i crani d’un cacatuidae.

Alguns psitàcids com els guacamais només tenen vestigis de la glàndula uropigial. Els ossos del seu crani, molt reconeixibles per la forma del seu bec i els ossos que el fixen, són particulars, i també tenen fosses orbitals de dos tipus particulars que permeten dividir-los en dos grups. En aquestes espècies, la musculatura que permet vibrar la siringe està molt desenvolupada, tot i que s'observen diferències notables entre les espècies d'aquest tàxon. Hi ha tres parells de músculs per a aquestes espècies. La furcula no està fusionada, feble o fins i tot absent per a les espècies de l'ordre. Aquesta especificitat no modifica la capacitat de volar. Quan està absent, en realitat és una ossificació imperfecta. Tenen una disposició caròtida diferent. Moltes espècies no tenen músculs ambientals.

### Longevitat
Un periquito pot viure fins a 15 anys, mentre que altres espècies de la mateixa família poden viure encara més, com ara els lloros grisos cuavermells, les amazones o els guacamais, fins a 60 anys o més.

## Alimentació
Mengen llavors, baies, fruits dels arbres i, els que viuen en captivitat, també pa i enciam.

## Hàbitat

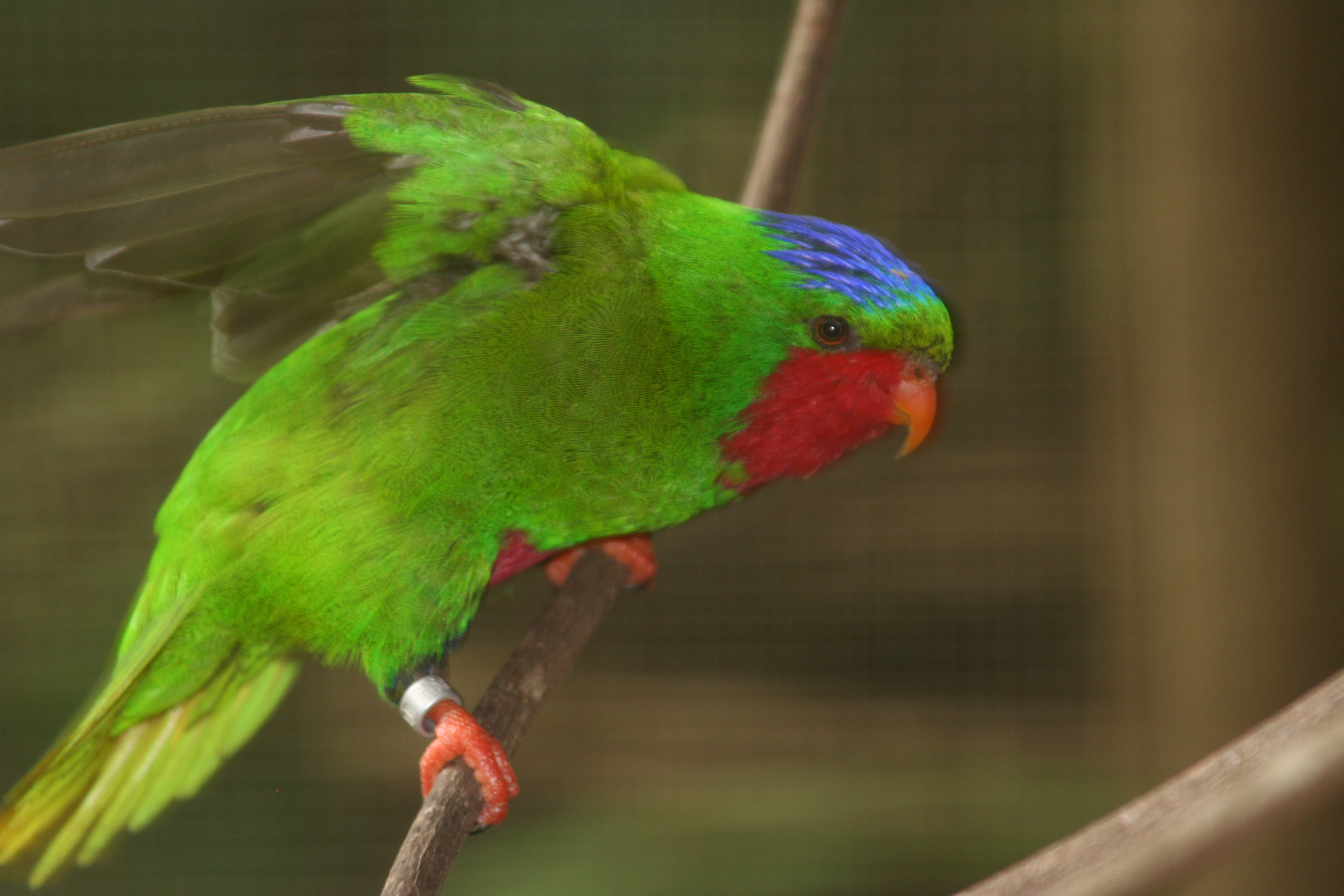
Vini australis fotografiat a Tonga.

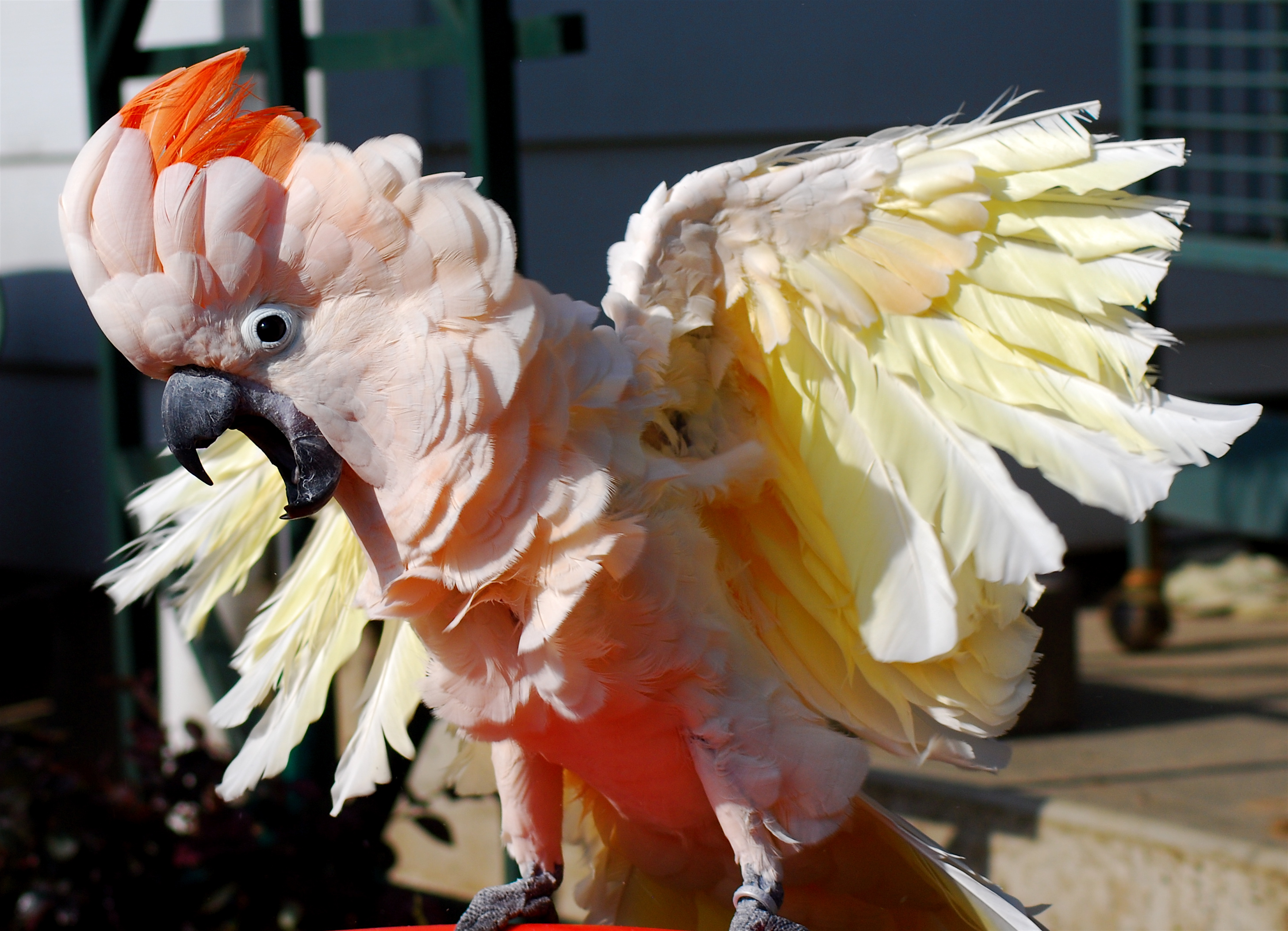
Cacatua moluccensis

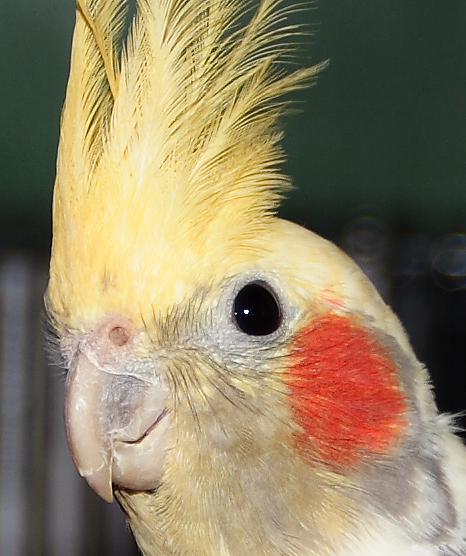
Nymphicus hollandicus

Solen viure en selves de regions tropicals i subtropicals.

## Distribució geogràfica
Viuen a Austràlia, Nova Guinea, Oceania, Àfrica, al sud-est d'Àsia, a l'Amèrica del Sud (només al Brasil n'hi viuen 70 espècies diferents) i a l'Amèrica Central fins a Mèxic.
Algunes espècies han estat introduïdes fora d'aquesta àrea, normalment a partir d'ocells de gàbia escapats. Als Països Catalans s'han establert les següents:
- Cotorra de Kramer (Psittacula krameri)[14]
- Cotorra de la Patagònia (Cyanoliseus patagonus)[14]
- Cotorreta de pit gris (Myiopsitta monachus)[14]
- Aratinga mitrada (Aratinga mitrata)[14]
- Aratinga de màscara roja (Aratinga erythogenys)[14]
- Aratinga de cap blau (Aratinga acuticaudata)[14]

En altres llocs d'Europa s'han establert poblacions de cotorra alexandrina (Psittacula eupatria), agapornis de Fischer (Agapornis fischeri) i aratinga nandai (Nandayus nenday).

## Costums
Són nidícoles.

## Taxonomia
Diversos autors consideren aquest ordre germà dels passeriformes. Hi ha hagut diverses investigacions que han propiciat la classificació d'aquest ordre en tres famílies, amb diverses subfamílies i divisions menors:
- Família dels estrigòpids (Strigopidae), amb dos gèneres i 4 espècies.[21] que també s'ha denominat nestòrids (Nestoridae).
- Família dels cacatuids (Cacatuidae), amb 7 gèneres i 21 espècies.
- Família dels psitàcids, amb 85 gèneres (4 extints) i 390 espècies (15 extintes).[22]

Alternativament altres autors consideren aquest últim tàxon com una superfamília amb tres famílies:
- Superfamília Psittacoidea
  - Família Psittacidae (sensu stricto).
  - Família Psittrichasiidae.
  - Família Psittaculidae.

### Etimologia
El nom 'Psitaciformes' prové del grec antic per a lloro, ψιττακός, l'origen del qual no és clar. Ctesias (segle v aC) va registrar el nom Psittacus a partir del nom indi d'un ocell, molt probablement un periquito (ara col·locat en el gènere Psittacula). Plini el Vell (23/24–79 d.C.) a la seva Història natural (llibre 10, capítol 58) va assenyalar que els indis anomenaven l'ocell com a "siptacs"; tanmateix, no s'ha localitzat cap nom indi coincident.